# Lac Kamo
Pour les articles homonymes, voir Kamo.
Le lac Kamo (加茂湖, Kamo-ko) est un lac d'eau saumâtre situé sur l'île de Sado, dans la préfecture de Niigata au Japon.
Le lac d'une superficie d'environ 4,85 km2 était à l'origine une étendue d'eau douce, mais il a été relié à la mer pendant l'ère Meiji pour éviter les inondations, et l'eau est devenue saumâtre. Le lac est exploité pour l'ostréiculture depuis 1932.
Le lac Kamo fait partie du parc quasi national de Sado-Yahiko-Yoneyama et est classé parmi les 100 paysages du Japon.